# Gouaux-de-Larboust
Gouaux-de-Larboust är en kommun i departementet Haute-Garonne i regionen Occitanien i södra Frankrike. Kommunen ligger i kantonen Bagnères-de-Luchon som tillhör arrondissementet Saint-Gaudens. År 2022 hade Gouaux-de-Larboust 41 invånare.

## Befolkningsutveckling
Antalet invånare i kommunen Gouaux-de-Larboust
Referens:INSEE